# Compagnia del Preziosissimo Sangue di Gesù Cristo in Mantova

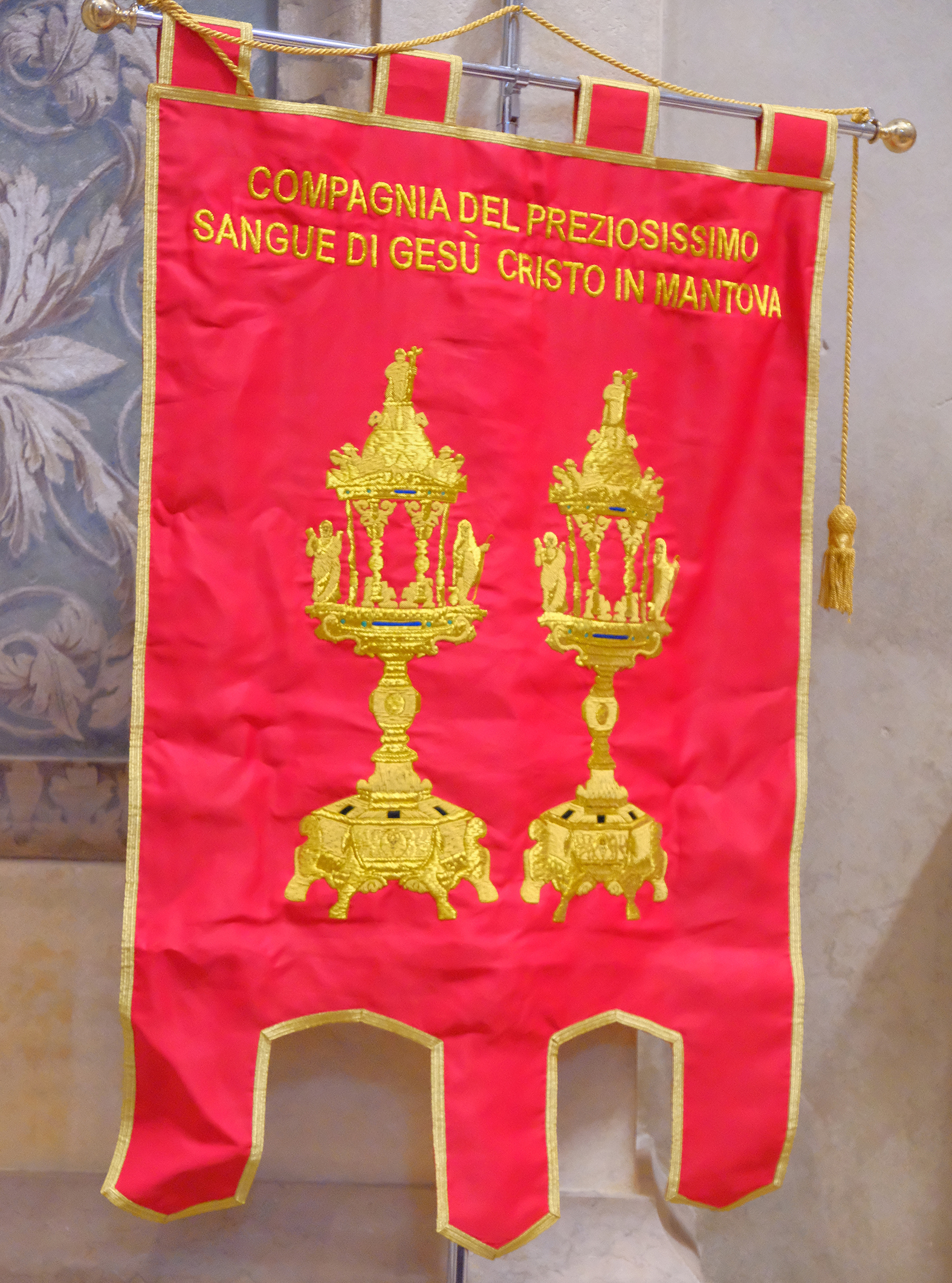
Stendardo della Compagnia

La Compagnia del Preziosissimo Sangue di Gesù Cristo in Mantova è una confraternita laicale fondata nella città di Mantova in tempi molto antichi. Se lo storico Ippolito Donesmondi colloca la sua nascita nel 1459 ai tempi di papa Pio II, altri la fanno risalire intorno al Mille, prima di Matilde di Canossa. La Compagnia è stata rifondata il 14 settembre 2010 e la sua sede si trova nella Zoiolera, palazzetto gonzaghesco sito in piazzetta Santa Barbara a Mantova.
È strettamente legata alla Reliquia del Preziosissimo Sangue di Nostro Signore Gesù Cristo misto a terra del Monte Calvario che, secondo la tradizione cattolica, sarebbe stata portata a Mantova dal centurione Longino. ed ora contenuta in due reliquiari gemelli in oro e pietre preziose. Tali reliquiari noti come Sacri Vasi sono custoditi in una cassaforte medievale all'interno dell'Altare della Cripta della Basilica di Sant'Andrea. La Compagnia ha compiti di custodia degli stessi quando esposti. La Compagnia fa parte della Confederazione delle Confraternite delle Diocesi d'Italia.

## Storia della Reliquia

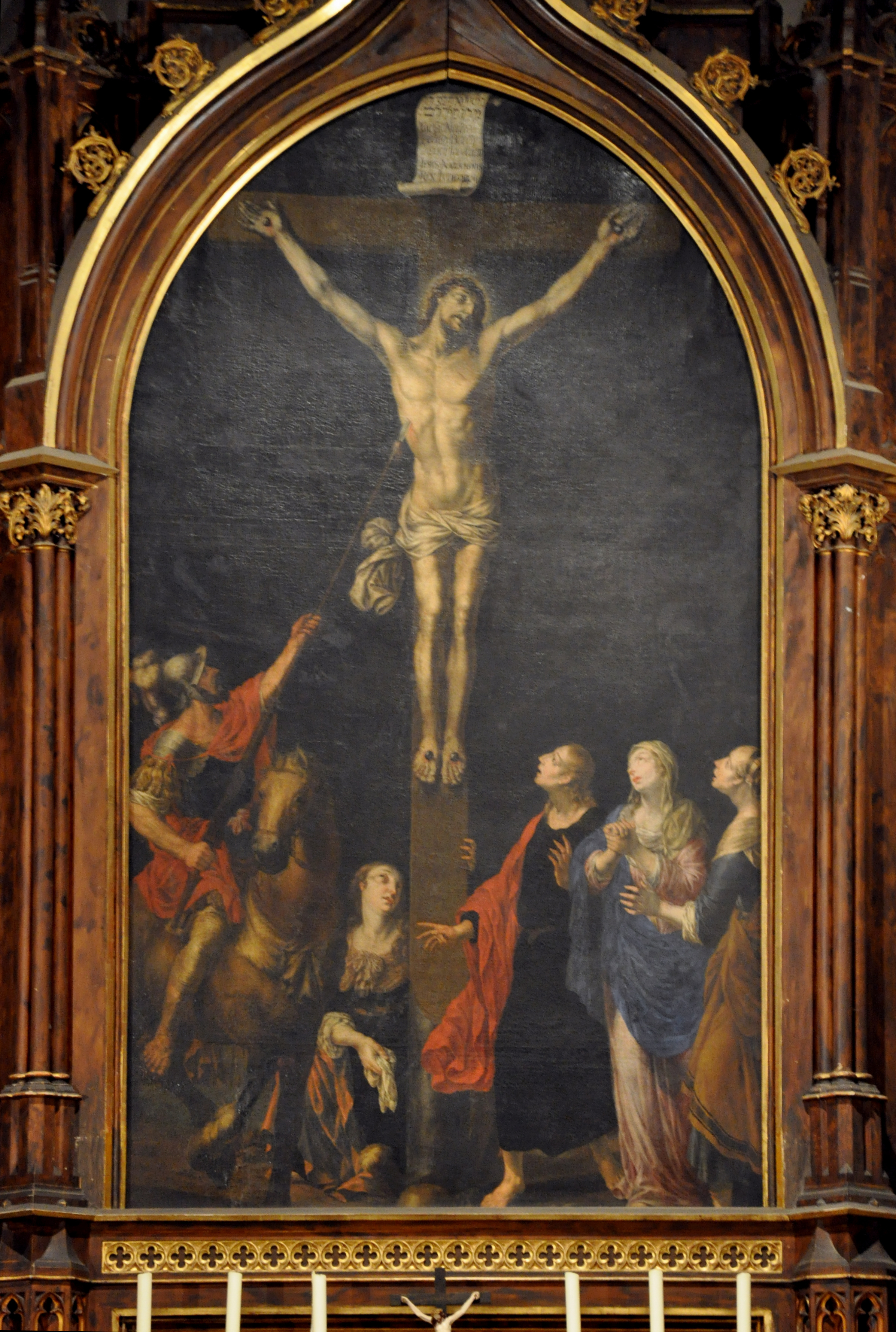
Crocifissione di Cristo, con Longino che gli trafigge il costato, da un dipinto settecentesco di Johann Friedrich Sichelbein

Secondo la tradizione, la reliquia, costituita da un po' di terra del Calvario bagnata dal sangue laterale di Cristo, fu raccolta dal centurione Longino, dopo che uno spruzzo di quel sangue l’aveva guarito miracolosamente da una malattia ad un occhio e portata con sé, dopo la sua conversione e apostolato con San Pietro, fino a Mantova. In verità Longino si diresse in Cappadocia, ove il suo culto è documentato da fonti greche sin dalla tarda antichità ( G. Orsola, Longino, il santo della lancia, Perugia, Graphe edizioni, 2017, ripercorre sulla base dei dati storici tutta la questione di quali santi si identifichino nel personaggio, quali le tradizioni cultuali, quali i omiletici greci e i martirologi che ne parlano, editi con traduzione a fronte).
Sempre secondo la tradizione mantovana, la reliquia fu interrata per due volte: la prima assieme al corpo di Longino (martirizzato il 2 dicembre del 37 d.C.; per alcuni storici più tardi, nel 45 d.C.) e ritrovata in seguito ad un’apparizione di Sant'Andrea nell’804; la seconda nel IX secolo (per timore che le invasioni degli Ungari la disperdesse) e poi ritrovata nel 1048, nella zona dell’attuale basilica di Sant'Andrea. Da quel momento Mantova diventa diocesi, con la presenza stabile di un vescovo e i pellegrini cominciano a giungere a Mantova per venerare i cosiddetti “Sacri Vasi”. La Reliquia è riconosciuta come vera prima da papa Leone III nell’804, poi da Leone IX (che tenta invano di trasferirla a Roma) nel 1053, infine da Pio II che, trovandosi nel 1459 a Mantova per indire una crociata contro i Turchi ottomani, attribuisce la guarigione dalla podagra che lo affliggeva alla reliquia da lui venerata.
Il culto di san Longino percorre la storia di Mantova nel secondo Millennio, dando luogo a uno scontro erudito tra chi ne sosteneva la fondatezza e chi l’escludeva, come i Bollandisti che nel 1668 pubblicarono la Passio latina.
Dopo secoli di venerazione da parte di innumerevoli fedeli, il 4 aprile 1848, sull’onda dei moti insurrezionali milanesi, un drappello dell’esercito austriaco occupa la basilica e devasta la cripta, disperdendo sia la Reliquia sia i Sacri Vasi. Per questo motivo, dopo tali gravi fatti, si attinge, alla riserva nascosta molto tempo prima in Duomo utilizzando due nuovi “Vasi”, opera dell’orafo milanese Giovanni Bellezza, donati in segno di riparazione dall’Imperatore Francesco Giuseppe nel 1876.

## Storia della Compagnia del Preziosissimo Sangue di Cristo in Mantova

### Fondazione
Lo storico Ippolito Donesmondi scrive che al tempo di Pio II, in occasione del Concilio di Mantova del 1459,  fu istituita una «Compagnia del Sangue di Christo», costituita da secolari, «se bene vogliono altri, ch'ella havesse principio sino al tempo di Bonifacio e Beatrice, per opera d’alcuni ciechi, che miracolosamente all’hora rihebbero la vista». Il Papa era ospite di Ludovico III Gonzaga, II Marchese di Mantova.
La Compagnia, al suo sorgere, annoverava prìncipi e gentiluomini, si dedicava a opere pie, ogni anno provvedeva a dare marito a cento povere fanciulle di buoni costumi, e alimentava «pressoché cento lampade con una grandissima quantità di cera, che all’altare del suddetto Sangue si consuma»; ai confratelli si legava la seconda cappella di grandi dimensioni nella navata sinistra della Basilica di Sant'Andrea, attualmente dedicata all'Immacolata Concezione, caratterizzata dalla grandiosa ancòna lignea barocca, con altare, alle spalle del quale fu eretta una sagrestia per volontà della Compagnia nel 1614, sotto la direzione di Antonio Maria Viani, architetto e artista di corte
La Compagnia - ben distinta dai Cavalieri dell'Ordine militare del Sangue di Gesù Cristo o del Redentore, voluto dal duca Vincenzo I Gonzaga e che fruivano di spazi nella Basilica palatina di Santa Barbara e in Palazzo Ducale - assunse successivamente grande importanza: seguiva direttamente i Gonzaga e il Vescovo nelle processioni a cavallo del giovedì dell'Ascensione e nei secoli successivi assunse anche il nome di "Fabbriceria della Basilica di Sant'Andrea" annoverando anche Primiceri e parroci e ricevendo doni e lasciti da molte famiglie nobili e possidenti di tutta la provincia sino alla metà del XX secolo. Tra le sue opere più importanti la partecipazione e il finanziamento anche della cupola della Basilica di Sant'Andrea, ad opera dell’architetto Filippo Juvara. La Compagnia ebbe poi un periodo di declino collegato alla sempre minore evidenza della Reliquia nei secoli XVII, XVIII e XIX, finché nel 1848 la Basilica subì la profanazione e il furto dei Reliquiari a causa di truppe austriache. Ruolo fondamentale ebbe la Compagnia per la ricostituzione dei Reliquiari in oro tenendo i rapporti con l'orefice Giovanni Bellezza, che materialmente li cesellò e li consegnò nel 1876 poco prima della sua morte. La Compagnia si occupò pure del pagamento delle copie dei reliquiari in bronzo dorato che si trovano esposti sull'altare in cripta, anch'essi opera del Bellezza.
La Compagnia sopravvisse sino al 1959 quando morì l'ultimo Priore. Costantino Canneti.

### Rifondazione

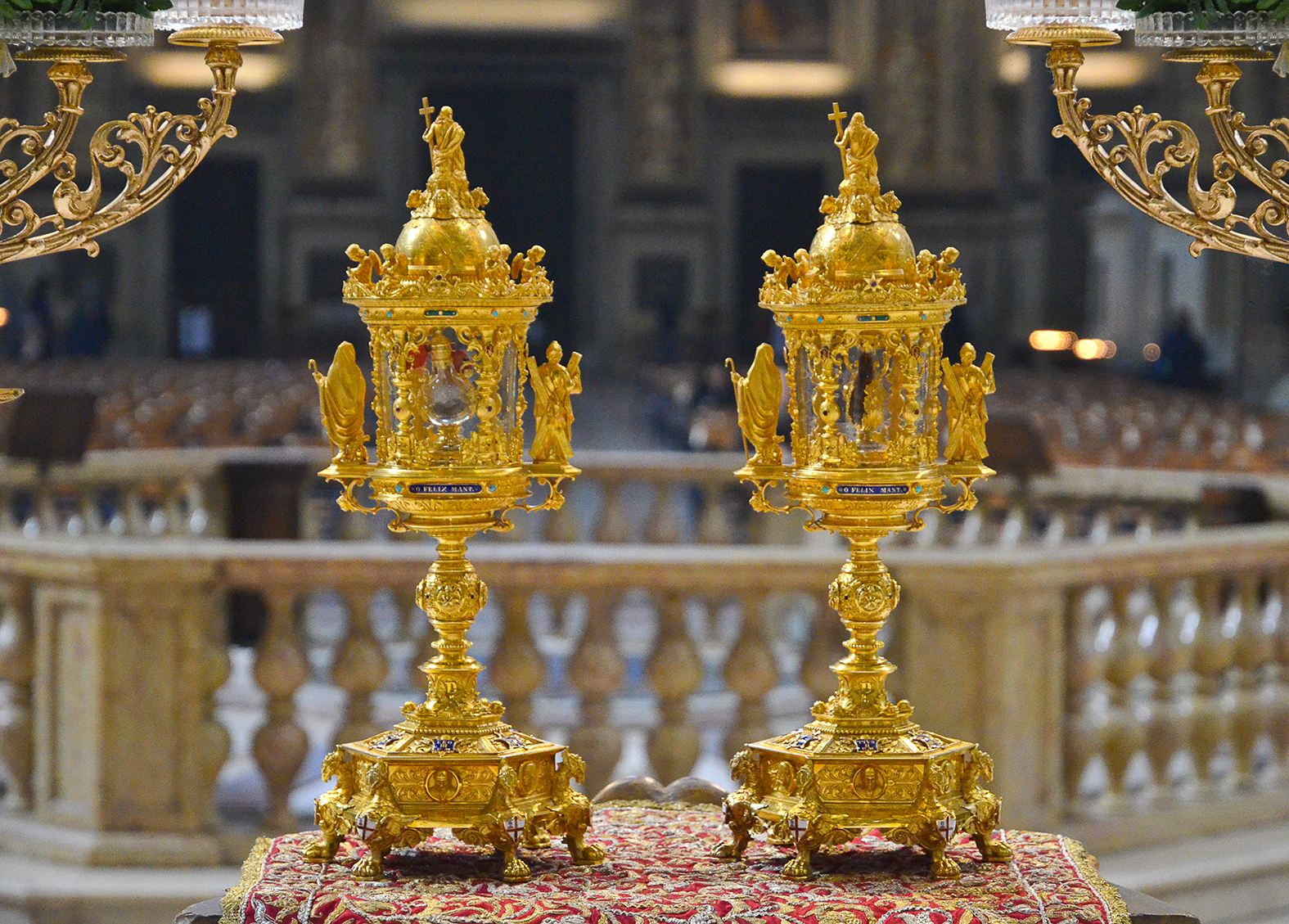
I Sacri Vasi

L'Associazione del gemellaggio Mantova Weingarten ha concepito, nell’imminenza della venuta a Mantova del nuovo vescovo, Monsignor Roberto Busti, l’idea di far rivivere a Mantova la Compagnia del Preziosissimo Sangue di Cristo di illustre memoria, ma da tempo non più attiva.  Dopo formale richiesta al Vescovo, la Compagnia venne ricostituita come Associazione laicale della Diocesi di Mantova con Bolla del 14 settembre del 2010. Contestualmente la Compagnia elesse Giorgio Saggiani suo primo Priore. che ricoprì la carica sino al 2020. Dal 2020 il presidente è Giorgio Moreno Piccinini.

## Organizzazione

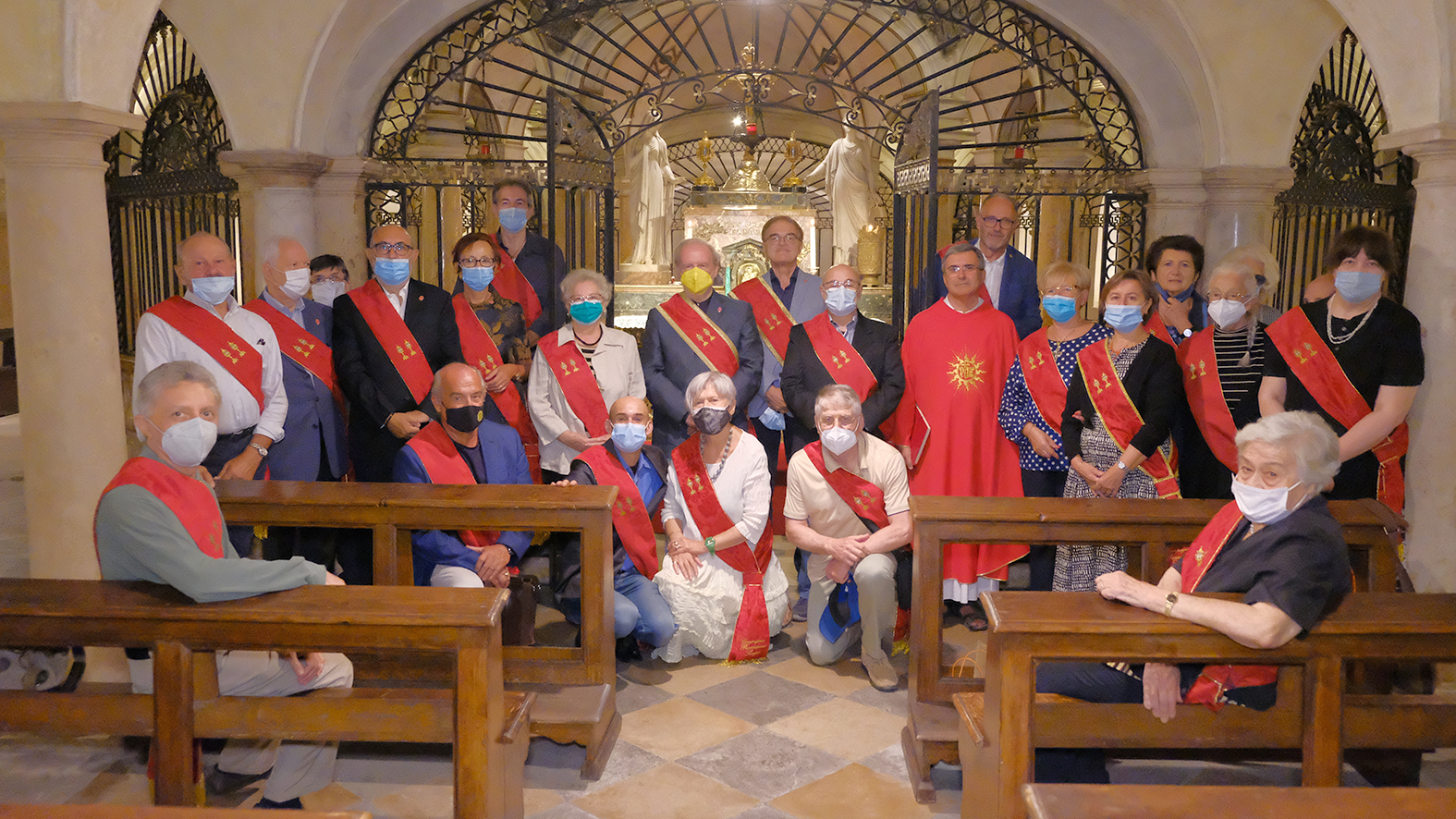
Alcuni membri della Compagnia

La Compagnia è una associazione laicale di fedeli con compiti di custodia, diffusione del culto della Reliquia del Preziosissimo Sangue e opere di carità. Tra i princìpi fondanti indicati nello Statuto che la costituisce emergono: la venerazione del Preziosissimo Sangue, l’organizzazione con la Diocesi della solenne Processione del Venerdì Santo, la formazione spirituale dei suoi componenti e la conoscenza storica e teologica della reliquia e la cura del luogo ove è custodita. Tra gli obblighi morali: formazione spirituale permanente, accostarsi con frequenza ai sacramenti, compiere esercizi di preghiera personale e comunitaria, effettuare opere di carità e misericordia sia corporali sia spirituali.
Dalla sua ricostituzione, la Compagnia si impegna a ridare forza alla Processione del Venerdì Santo riaccostando sempre più fedeli, svolge opera di custodia dei Sacri Vasi quando esposti, organizza convegni e conferenze e pellegrinaggi per la sempre maggiore conoscenza della Reliquia in Italia e nel mondo, affianca il rettore della Basilica di Sant’Andrea per regolare l’afflusso dei turisti durante le funzioni liturgiche. Inoltre ha donato una lanterna all’altare del Preziosissimo in Cripta e patrocinato il restauro di mobili e oggetti antichi in Basilica, e acquistato nuove sedie per i fedeli, impegnandosi, come ha chiesto il vescovo di Mantova mons. Marco Busca, con il proprio esempio, a ricordare che la Chiesa mantovana si basa sul possesso di uno straordinario segno che rimanda direttamente al centro del messaggio cristiano: la Passione, la Morte e la Resurrezione di Gesù Cristo.
Per aderire alla Compagnia l'interessato deve farne esplicita richiesta scritta che,valutata positivamente dal Priore e dal Direttivo, viene accettata dando inizio ad un periodo di noviziato  un anno. Durante la cerimonia di ingresso nella Compagnia, il giorno 14 settembre, Festa dell’Esaltazione della Santa Croce, subito dopo la Messa officiata nella Cripta della Basilica di S.Andrea, nel luogo cioè dove sono custoditi i “Sacri Vasi”, il priore chiama per nome e cognome il nuovo confratello che alzandosi si porta ai piedi dell'altare. L’Assistente Ecclesiastico benedice la fascia rossa distintiva della Compagnia, il Priore legge la formula di accettazione e consegna il libretto della Compagnia “Procumbe Viator” e una spilla raffigurante i “Sacri Vasi”, indicando anche un “tutor” spirituale  tra i confratelli e consorelle che accompagni ogni novizio per i primi  12 mesi.

## Processione del Venerdì Santo
Nella sera di Venerdì Santo, subito dopo il Rito Penitenziale , la Compagnia accompagna in processione i “Sacri Vasi” che, partendo dalla Basilica di S.Andrea attraversa le strade principali della Centro cittadino per poi tornare in Basilica per la conclusione del Rito. Durante questa Processione alcuni confratelli assolvono ad uno specifico ruolo: il priore reca la ferula con l’immagine dei “Sacri Vasi” davanti al baldacchino; 6  confratelli portano il Baldacchino che sovrasta e accompagna la Reliquia; 1 confratello porta lo stendardo della Compagnia e 2 confratelli portano una torcia accesa accanto al baldacchino dei Sacri Vasi; i restanti confratelli sfilano all'inizio della processione, in due file parallele portando un cero acceso.

## Abiti
L'abito antico prevedeva un mantello in seta rosso sangue, con ampie maniche, lungo fino ai piedi e allacciatura di piccoli bottoni.
Quello moderno è costituita da una fascia rossa in seta con ricamati in oro i Sacri Vasi e la scritta “Compagnia del Preziosissimo Sangue di Cristo in Mantova”, appoggiata sulla spalla destra e allacciata a sinistra all'altezza della vita. Sono previste anche una spilla con ovale raffigurante i “Sacri Vasi”, un abito elegante scure e scarpe nere.

## Stendardo
In seta rossa color sangue con ricamati in oro i Sacri Vasi e la scritta Compagnia del Preziosissimo Sangue in Mantova.